# Vlastiboř u Železného Brodu
Vlastiboř (deutsch Wlastiborsch) ist eine Gemeinde im Okres Jablonec nad Nisou in Tschechien.

## Geographie
Vlastiboř befindet sich 7,8 Kilometer von Jablonec nad Nisou entfernt, bis Liberec sind es 14 Kilometer. Vlastiboř grenzt im Südwesten an Železný Brod, im Westen an Jílové u Držkova, im Nordwesten an Držkov, im Nordosten an Zlatá Olešnice u Tanvaldu und im Osten an Jesenný. Letztere befindet sich im Gegensatz zu allen anderen Gemeinden im Okres Semily. Durch Vlastiboř verlaufen mehrere kleinere Landstraßen, außerdem fahren werktags Linienbusse durch den Ort.
Am östlichen Rand von Vlastiboř fließt die Kamenice.

## Geschichte
1565 wurde Vlastiboř erstmals urkundlich erwähnt. Von 1980 bis 1990 war die Gemeinde ein Ortsteil von Držkov.

## Ortsteile
- Vlastiboř

## Bevölkerungsentwicklung
| Jahr      | 1869 | 1880 | 1890 | 1900 | 1910 | 1921 | 1930 | 1950 | 1961 | 1970 | 1980 | 1991 | 2001 | 2011 | 2021 |
| --------- | ---- | ---- | ---- | ---- | ---- | ---- | ---- | ---- | ---- | ---- | ---- | ---- | ---- | ---- | ---- |
| Einwohner | 528  | 658  | 571  | 578  | 618  | 535  | 518  | 324  | 295  | 252  | 187  | 134  | 125  | 131  | 113  |

## Sehenswürdigkeiten
Im Süden von Vlastiboř befindet sich der höchste Baum Tschechiens, eine Gewöhnliche Douglasie mit einer Höhe von 66,72 Metern. Zu weiteren Sehenswürdigkeiten zählen die zwei Denkmäler, die an den Ersten Weltkrieg und an den tschechoslowakischen Widerstand während der NS-Zeit erinnern. Auch eine Kapelle im Dorf gehört zu den Wahrzeichen.

## Persönlichkeiten
- Jiří Malec (* 1962), Skispringer